# Porpidia tuberculosa
Porpidia tuberculosa är en lavart som först beskrevs av James Edward Smith, och fick sitt nu gällande namn av Hertel & Knoph. Porpidia tuberculosa ingår i släktet Porpidia och familjen Lecideaceae.  Arten är reproducerande i Sverige. Inga underarter finns listade i Catalogue of Life.

## Bildgalleri

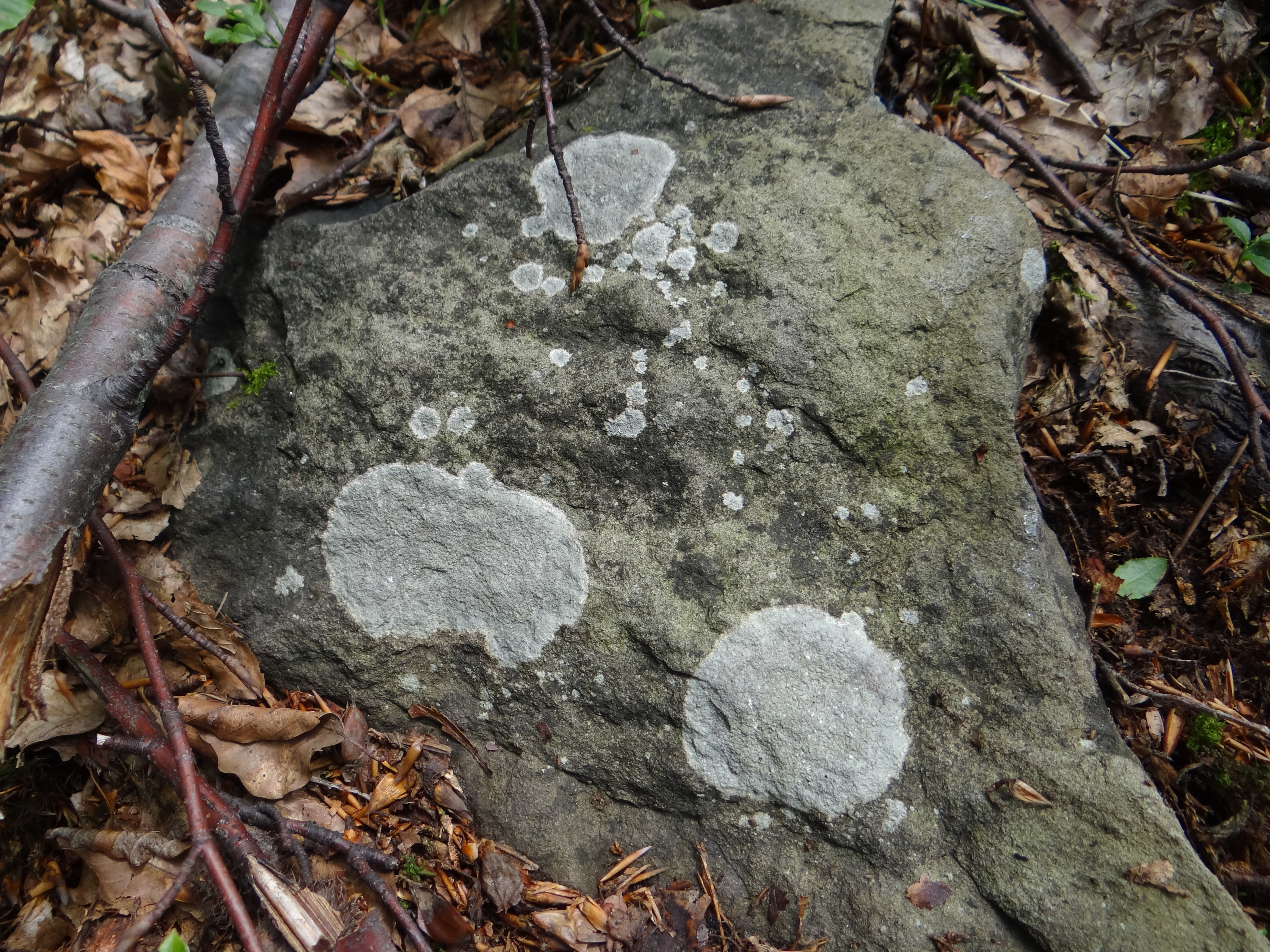